# Арджуна
Арджуна (санскр. अर्जुन, IAST: arjuna, «белый/светлый, серебряный») — герой древнеиндийского эпоса «Махабхарата». Также иногда называется «Дхананджая», «Гудакеша», «Пхальгуна» и др. На знамени Арджуны изображён Хануман.

## Имена Арджуны
В «Виратапарве» (четвёртой книге «Махабхараты») Арджуна называет царевичу Уттаре десять своих имён и разъясняет происхождение каждого имени:
1. Дхананджая (санскр. धनंजय, «Завоеватель богатств») — так как он, покорив все страны и захватив всё имущество, жил в богатстве.
2. Виджая (санскр. विजय, «Всепобеждающий») — так как он выступает в сражении против царей, несокрушимых в битве, и никогда не возвращается с поля битвы, не победив их.
3. Шветавахана (санскр. शवेतवाहन, «Разъезжающий на белых конях») — так как в колесницу, когда он сражается в бою, впряжены белые кони в золотых доспехах.
4. Пхальгуна (санскр. फल्गुन, «Родившийся под созвездием Пхальгуни») — так как он родился на склоне Химавана в день, когда созвездия Уттара- и Пурва-пхальгуни пришли в соприкосновение.
5. Киритин (санскр. किरीटीन्, «Увенчанный диадемой») — так как во время сражения с данавами ему на голову Шакрой была возложена диадема.
6. Бибхатсу (санскр. बीभत्सु, «Испытывающий отвращение») — так как он в сражениях никогда не совершал отвратительного поступка.
7. Савьясачин (санскр. सव्यसाचीन्, «Одинаково ловкий и на левую руку») — так как обе его руки способны натягивать лук Гандиву.
8. Арджуна (санскр. अर्जुन, «Яркий во всём») — так как его яркая внешность редко встречается на земле, и он совершает безупречные дела.
9. Джишну (санскр. जिष्णु, «Победоносный») — так как он является неприступным и неодолимым усмирителем врагов и сыном Пакашасаны.
10. Кришна (санскр. कृष्ण, «Тёмный») — это имя дал ему отец из-за очаровательной, сияющей внешности смуглого мальчика.
11. Партха (санскр. पार्थ, «Принц») — так как он является сыном Притхи, царицы Кунти.[2]

## Легенда

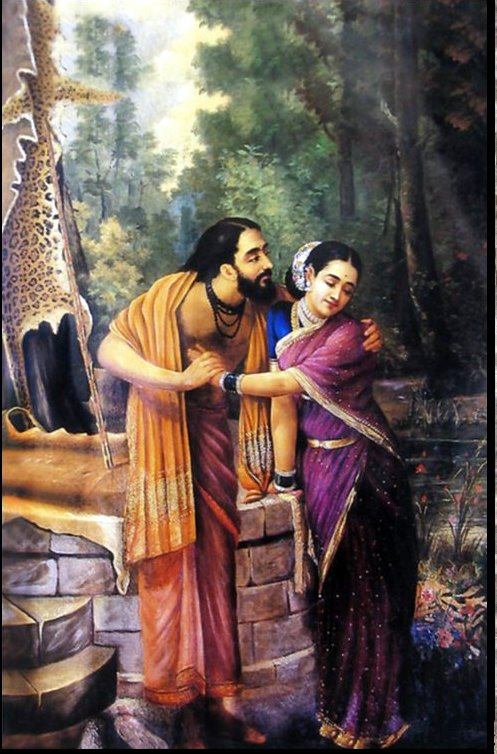
«Арджуна и Субхадра»
Картина Рави Вармы

Третий из братьев Пандавов, сын царицы Кунти и Индры. Фактический военный лидер Пандавов. Ученик наставника Дроны. Именно он во время сваямвары (т. н. свободный выбор жениха невестой) завоёвывает для себя и братьев жену, царевну Драупади, натянув богатырский лук (ср. с натягиванием лука женихами Пенелопы в «Одиссее» и сваямварой Ситы в «Рамаяне»). Арджуна также был женат на сестре Кришны Субхадре, которую умыкнул, вызвав ревность царицы Драупади. 

После гибели всех Кауравов и Пандавов внук Арджуны и Субхадры Парикшит продолжил династию, заняв трон в Хастинапуре. Проведя пять лет на небе Индры, Арджуна получает от своего небесного отца и с разрешения Шивы много видов божественного оружия, которое впоследствии использует против Кауравов. Во время битвы на поле Куру возничим («сутой») Арджуны становится его друг, наставник и двоюродный брат Кришна. Именно Арджуне перед боем Кришна возвещает своё учение «Бхагавад-гиту». В «Махабхарате» образы Кришны и Арджуны неотделимы друг от друга, они отождествляются с Нарой и Нараяной, двумя божественными мудрецами; сказание часто называет героев «двумя Кришнами». С точки зрения эпической традиции, Арджуна и Кришна являют собой классический пример героев-побратимов (ср. Гильгамеш и Энкиду, Ахилл и Патрокл). Кришна признаётся, что Арджуна дороже ему всех жён и детей.
Главным соперником Арджуны является его старший брат (внебрачный сын Кунти от бога Сурьи) доблестный Карна. Индра ради победы Арджуны хитростью лишает Карну дара неуязвимости. Во время восемнадцатидневной битвы на Курукшетре благородный Арджуна, часто под влиянием Кришны, не раз нарушает кодекс чести кшатрия: участвует в коварном убийстве своего деда Бхишмы, отсекает руку благочестивому Бхуришравасу, когда тот сражается с Сатьяки, подсказывает Бхимасене нечестный приём в поединке с Дурьодханой, убивает Карну, когда его колесница увязла в земле. Когда Арджуне угрожает опасность, Кришна, нарушая данное слово, вмешивается в схватку (защищает побратима, подставив могучее плечо под неодолимую палицу царя Шрутаюдхи, полученную от его отца Варуны). В решающем поединке Арджуны и Карны на Курукшетре оружие и доблесть Карны оказываются бессильны, так как Арджуну защищает сам Кришна, а Арджуна по настоянию Кришны убивает Карну. Арджуна и остальные Пандавы узнают о том, что Карна был их братом, только после его гибели. Здесь переплетаются общеэпические мотивы сражения не узнавших друг друга родичей, как правило, отца с сыном (Хильдебранд-Хадубранд, Одиссей-Телегон, Ростем-Сухраб, Лаий-Эдип, Илья Муромец-Сокольник) и вражды братьев (Осирис-Сет, Иаков-Исав, Сосруко-Сырдон, Прет-Акрисий, Рем-Ромул). 
В битве гибнет любимый сын Арджуны от Субхадры — юный богатырь Абхиманью, и сказание необыкновенно ярко передаёт горе отца, потерявшего сына.
После победы Арджуна от имени своего старшего брата Юдхиштхиры совершает ашвамедху, то есть покоряет все окрестные земли, a также искупает грех убийства родичей в битве. Во время этого похода Арджуна гибнет в ритуальном поединке со своим сыном царём Манипуры Бабхруваханой, но его магически оживляет одна из его жён, царевна нагов Улупи. После смерти Кришны Арджуна в качестве его близкого родича и побратима берёт под защиту его жён и сокровища, но при нападении разбойников-дасью (варвары-неарийцы) неожиданно ощущает убыль сил, с трудом натягивает свой богатырский лук Гандиву, а в его волшебных «неиссякаемых» колчанах внезапно заканчиваются стрелы. После позорного поражения Арджуны и потери полагавшихся на него женщин и доверенных ему богатств мудрец Вьяса объясняет растерянному герою, что время его земной жизни подходит к концу и предназначенные ему судьбой деяния завершены: Арджуна выполнил волю богов. 

После 36-летнего правления Пандавов в Хастинапуре пятеро братьев с Драупади оставляют царство и отправляются в паломничество. 
Вместе с братьями и женой престарелый Арджуна умирает во время последнего странствия Пандавов в Гималаях и обретает небесное блаженство.
В шри-вайшнавизме Арджуна считается воплощением бога Индры.

## В массовой культуре
В 1947 году американский композитор Алан Хованесс под влиянием индийской музыки написал симфонию «Арджуна» (Симфония № 8 («Арджуна»), для фортепиано и оркестра, Op. 179).
Арджуна появляется в огромном количестве фильмов, сериалов и постановок по Махабхарате.
Арджуна — важный и популярный персонаж медиафраншизы Fate от японской Type-Moon.
Арджуна — прототип одного из двух главных действующих лиц в фильме «Легенда Багера Ванса» Раннульфа Джуна (англ. R. Junuh).
Арджуны — пояс блуждающих астероидов Солнечной системы.